# Castello di Brindisi Montagna
Das Castello di Brindisi Montagna, auch Castello Fittipaldi, ist die Ruine einer Höhenburg in der Ortschaft Brindisi Montagna in der italienischen Region Basilikata, Provinz Potenza. Die Anlage aus der Zeit um 1200 liegt auf einem breiten Felsenkamm, der auch den hauptsächlichen Schutz gegen feindliche Überfälle bietet.

## Geschichte
Die Burg, die anfangs eine Festung war, wurde im Laufe der Zeit zu einem Wohnsitz wichtiger Adelsfamilien umgestaltet. Darüber gibt es nur wenige dokumentierte Quellen. Die erste, in der die Existenz der Burg im Jahr 1240 bestätigt wird, ist die Statuta Officiorum, herausgegeben von Kaiser Friedrich II., in der das Castello di Brindisi Montagna als „castrum Brundusii de Montana“ angegeben ist. Es handelt sich dabei um eine Liste 29 staatlicher Burgen des Verwaltungsbezirks Basilicata, in der sich zeigt, dass diese Burg Teil eines besser gegliederten Netzwerkes von Aussichtstürmen und Anlagen ist. All diese Werke der Militärarchitektur wurden gebaut und dienten der Verteidigung und der Kontrolle des Territoriums dieses Teils des Königreiches beider Sizilien. Zur Erstellung dieser Festungsstruktur wurde eine Lage gewählt, die die Beherrschung des oberen Tales des Basento erlaubte. Im Laufe des Mittelalters stellte der Fluss in der Tat wegen des Fehlens von Straßen einen der wichtigsten Verkehrswege dar. Der Basento konnte so weite Inlandsgebiete der Basilikata (wie die Provinz Potenza) mit der ionischen Küste verbinden. Es gab dort eine Reihe von Burgen, die eine Art Verkettung auf den vom Militär, von der Begleitung kaiserlicher Offiziere oder des Kaisers selbst benutzten Routen schufen, die auf den häufigen Reisen zwischen der Capitanata und Sizilien begangen wurden. Das Castello di Brindisi Montagna war von weiteren staatlichen Burgen in Anzi, Calvello und Abriola umgeben, d. h. entlang der vorgegebenen Route im umfangreichen strategisch-militärischen Bauprogramm, das seit der Versammlung „De Novis Aedificiis Diruendis“ von 1220 durchgeführt wurde. Lange galten diese Direktiven, auch für die Burgen in Pietrapertosa, Castelmezzano, Laurenzana und das Castel Bellotto. Nach dem letzten vergeblichen Versuchen von Konradin, sich gegen das Haus Anjou zu wenden, ersetzte König Karl I. von Neapel alle mit dem alten Regime verbundenen Soldaten durch Ritter von jenseits der Alpen. Aus diesem Grunde folgten im Laufe der späteren Geschichte Herren verschiedener Adelsfamilien aufeinander. 1266 wurde Guidone de la Forest der erste „Dominus“ von Brindisi Montagna. Es folgte 1280 Pietro de Hugot nach der ausgehandelten Ehe mit Isabella de la Forest, der Tochter von Guidone de la Forest, von dem er den Posten übernahm. Außer Brindisi Montagna gehörte zu Isabellas Mitgift auch das ganze Lehen von Anzi und die Hälfte dessen von Fontanafura in der Capitanata. Aber 1283 wurden alle Territorien der Mitgift an Gerardo d’Yvort, Herr von San Fele und Armaterra, im Tausch gegen Salandra abgegeben. Schließlich, 1284, gelangte das Lehen in das Eigentum von Aegillo di Belmonte, der keine Erben hinterließ, woraufhin Brindisi Montagna und Anzi an den Staat zurückfielen. Aus der Zeit des Hauses Anjou sind nur Ereignisse bekannt, die durch die ausgabenfreudige Finanzpolitik der Regierung ausgelöst wurden, was in vielen Zentren des italienischen Südens Unzufriedenheit auslöste, insbesondere in denen, die bereits von der Hungersnot 1270 und dem katastrophalen Erdbeben 1273 betroffen waren. Die Bewohner von Brindisi Montagna, die durch die Forderungen der königlichen Kurie und der örtlichen Vasallen schikaniert wurden, wurden zu Protagonisten einer Revolte gegen ihren eigenen Feudalherren, so wie dies auch in den Nachbarorten Trifoglio, Garaguso und Laurenzana geschah. Die Steuerbelastung bestand nicht nur aus den regulären Abgaben, sondern auch aus außerordentlichen Sammlungen, wie dem Fodro, einer Sammlung von Naturalien in Form von Lebensmitteln, die an die königliche Armee geliefert werden sollten, die an den wichtigen und anstrengenden militärischen Operationen beteiligt war. Zu den Auslösern des Aufstands vom März 1269 gehörte insbesondere der Befehl des Königs, sechzig Leichen „di vectugalia“ an die Armee zu liefern, die Lucera, eine der letzten Bastionen des ghibellinischen Aufstandes, belagerte. Nur wenige Angaben gibt es über die folgenden Jahrhunderte. Für das Jahr 1414 ist der Name eines gewissen Baldassarre La Zatta, Herr von Brindisi Montagna, bekannt. 1449 begann die Herrschaft der Sanseverinos mit dem fünften Graf von Tricarico, Antonio Sanseverino. 1456 zerstörte ein Erdbeben größerer Stärke die Gegend komplett, die bis zur Errichtung einer Kolonie  der Albaner, die aus der Stadt Corona kamen, um 1535 unbewohnt blieb. Dank der Informationen in den Cedolari von 1639 und 1654 wissen wir, dass die Burg inzwischen den Charakter einer Festung verloren hatte, während dies in seiner Struktur immer noch vollständig sichtbar und erkennbar ist, und zu einer Adelsresidenz zunächst für die Sanseverinos und dann für die Fittipaldi wurde. Die Unterdrückung des Feudalismus aber führte zu ihrem Verfall. Nachdem sie von Hand zu Hand ging, verfiel sie schließlich zu einer Ruine.

## Lage

Die Burg steht in der Siedlung Brindisi Montagna im nördlich-mittleren Teil der Provinz Potenza und grenzt an den nordöstlichen Teil der Provinz Matera. Die Reste der mittelalterlichen, befestigten Burg liegen am Fluss Basento auf Höhe von Serra del Ponte in 832 Metern Seehöhe auf einem Sandsteinblock, der sich durch einen Überhang auf der Westseite der Burg auszeichnet.

## Beschreibung
Zur Burgruine gelangt man über verschiedene Wege. Der üblichste ist der, der vom Aussichtspunkt im südlichen Teil der Siedlung an der Kirche San Vincenzo vorbei und über einen steilen Anstieg, der mit Felsrippen gespickt ist, direkt zu den Mauern der Burgruine führt. Die Anlage stellt sich als Verteidigungskomplex mit drei charakteristischen Elementen dar: Der mittlere Teil entlang dem Felsrücken des Berges auf verschiedenen Ebenen, der Nordteil mit dem Beobachtungsturm (der später von den Antinoris in die Michaelskapelle umgewandelt wurde) und der Südteil, in dem es nur wenige, aber signifikante Spuren von Mauern zwischen den Felsen gibt. Die Verteidigungsfunktion des Gebäudes lässt sich sowohl an den Schießscharten als auch an der Lage über der Kreuzung der beiden Wege, die zur Burg führen, erkennen. Sie unterscheidet sich von den staufischen Burgen durch ihre ebene Anlage, ihren formalen Charakter und ihre Bauart, da sie früher als andere Burgen im Auftrag Friedrichs II. entstanden ist. Allerdings gab es viele Veränderungen an der Anlage in der Zeit der Herrschaft des Hauses Anjou.

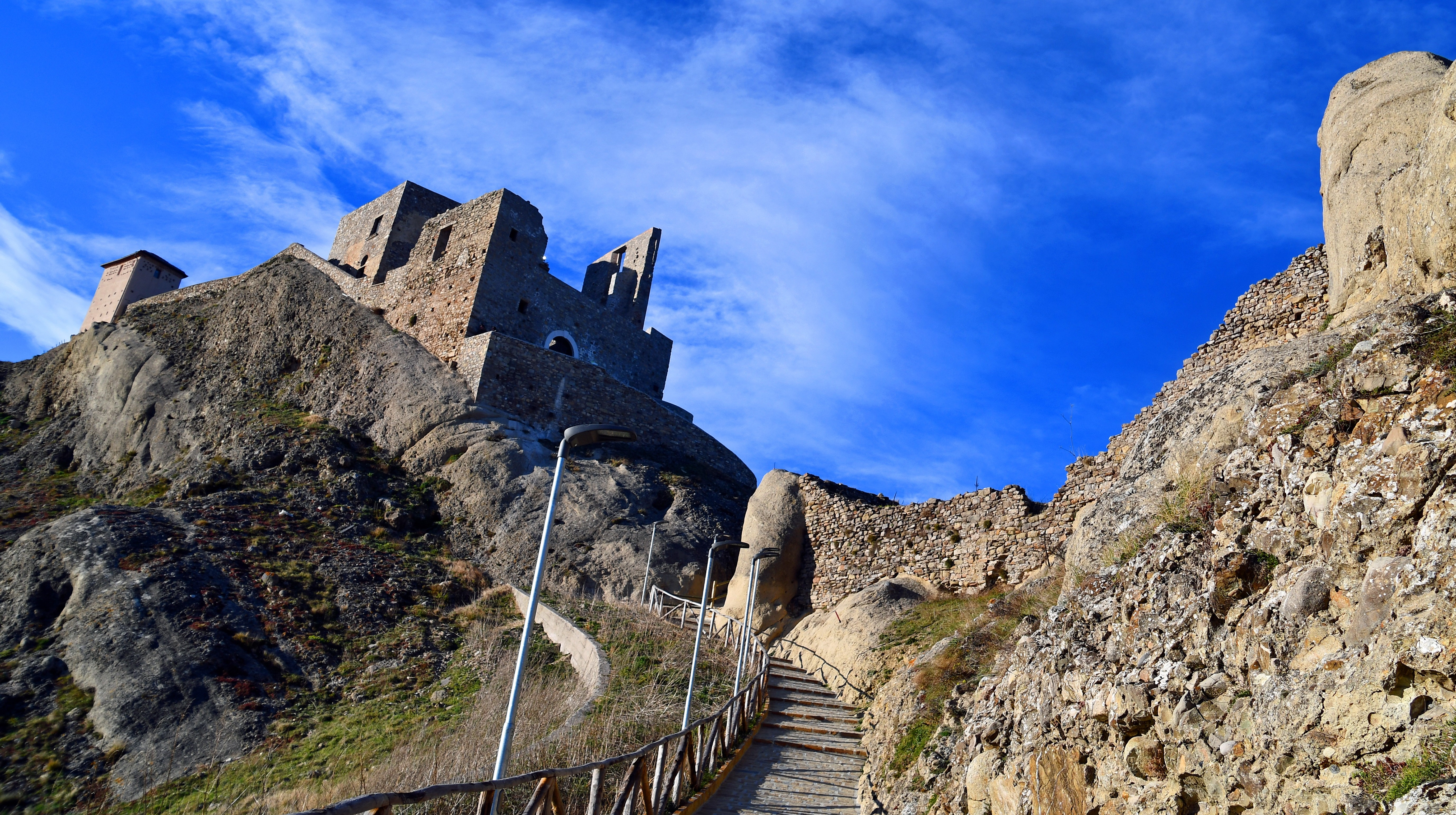

Die Burg zeigt Elemente und Charakteristiken, die typisch für eine normannische Anlage sind, wie z. B. die Lage in Bezug auf die Siedlung, eine Konstante vieler normannischer Zentren in Süditalien. Nach heutigem Stand zeigen einige Untersuchungen, die mittels Analysen der Bautechniken durchgeführt wurden, das Vorhandensein verschiedener Mauertypen, sowohl nach verschiedenen mineralogischen Charakteristiken und dem Sortierungsgrad der Steinsegmente im Mauerwerk, als auch nach den sichtbaren Ausführungsmodalitäten des Bauwerks. Vor dem zentralen Baukörper, links des Haupteingangs, gibt es einen niedrigen Vorbau mit zahlreichen Schießscharten und schmalen Öffnungen. Vermutlich hatte dieser die Funktion der Beobachtung für die Verteidigung gegen feindliche Angriffe von Süden. Sehr interessant ist es, zu beobachten, dass die Mauerstruktur zwei verschiedene Schichten zeigt. Die erste besteht aus subhorizontalen Reihen abgerundeter Steine, die aus dem darunterliegenden Fluss oder einem der Bäche gewonnen wurden. Die zweite, die über und neben der ersten angeordnet ist, weist vermutlich Ähnlichkeiten hinsichtlich Struktur und lithologischen Eigenschaften mit der ersten Mauerschichtung des normannischen Kerns auf. Dies lässt es also möglich erscheinen, dass der Vorbau, von dem nur noch Fundamente und Teile der Außenmauern erhalten sind, aus einer Bauphase vor dem Bau der eigentlichen Burg stammt. Daher könnte Brindisi Montagna schon in vornormannischer Zeit und vor dem staufischen Umbau eine wichtige Beobachtungsanlage gewesen sein. Durch die Struktur und Lage der Anlage konnten die Wachposten den Verkehr von Nord nach Süd entlang des Basento beobachten. Tatsächlich waren die Sarazenen seit dem 9. Jahrhundert geographisch nicht mehr weit entfernt und bildeten zahlreiche Garnisonen, die in bergigen Gebieten, wie in den Fällen von Pietropertosa, Castelmezzano, Monte Saraceno (auf dem Territorium von Calvello) und Abriola, thronten. Zwischen dem 13. Und 14. Jahrhundert stellte das Castello di Brindisi Montagna einen Komplex und ein organisches System von Beobachtungs- und Verteidigungspunkten dar: Der Beobachtungsturm am nördlichsten Punkt des felsigen Kamms – der Bergfried und das anschließende Gebäude, versehen mit Schießscharten – der Vorbau zur Flankierung in der Nähe des Haupteingangs – der vollkommen in die Burg integrierte Vorbau in der Nähe der Ostfassade – der Baukörper, der sich über dem zweiten Felsgipfel fand und von oben den Eingang zur Burg schützte. Heute kann man dank einer Reihe von Restaurierungen und Sicherungen, die die Wiedereröffnung am 13. Oktober 2018 ermöglichten, die Burgruine besichtigen.

## Aus den Notizen eines französischen Reisenden im 19. Jahrhundert
„Jamais, du reste, dans l’antiquité pas plus que de nos jours, il n’y a eu de localités importantes sur le parcours de Potenza à Métaponte par le val du Basiento. Les trouvailles archéologiques y on été jusqu’ ici fort rares, part du voyageur, sauf peut-être Brindisi-la-Montagna avec son château fort dell’epoqué normande. On y a decouvert quelques inscriptions latines attestant l’existence d’un bourg en cet endroit sous les Romains. Son nom même révèle une origine beaucoup plus ancienne, antéricure à la conquête du pays par les Lucaniens. Il est, en effet, identieu à celui du grand port de mer de l’entrée de l’Adriatique, le «Brentésion» des Grecs, «Brundisium» des Latins, dont on nous a transmis l’étymologie, tirée du mot «brentes», qui signifiait un «cerf» dans la langue messapique. La forme latine «Casuentus», pour le nom du fleuve que domine Brundisium lucanien, suppose aussi nécessairement une forme primitive «Kazoeis», qui linguistiquement est aussi messapique. J’ai, du reste, eu déjà l’occasion de montrer ailleurs qu’un grand nombre de noms géographiques de la contrée établissest l’emploi d’un idiome pareil à celui des Iapysgique des Enotriens, prédécesseurs des Lucaniens de race sabellique. Ces noms descendent au sud jusqu’au fleuve Tracis, le Trionto de nos jours.“
(dt.: „Immer, früher wie heute, gab es im Übrigen wichtige Orte auf der Reise von Potenza nach Metaponte durch das Tal des Basento. Die archäologischen Funde waren dort bis dahin sehr selten, von Seiten des Reisenden, mit Ausnahme vielleicht von Brindisi Montagna mit seiner Festung aus normannischer Zeit. Man hat dort einige lateinische Inschriften entdeckt, die die Existenz einer Siedlung an diesem Ort unter den Römern bestätigen. Ihr Name hat einen sehr viel älteren Ursprung, noch vor der Eroberung des Landes durch die Lukanier. Er ist tatsächlich identisch mit dem des großen Seehafens am Anfang der Adria, dem «Brentesion» der Griechen, dem «Brundisium» der Römer, von denen man uns die Etymologie übermittelt hat, abgeleitet vom Wort «Brentes», das einen «Hirschen» in der messapischen Sprache bezeichnet. Die lateinische Form «Casuentus» für den Fluss, der das lukanische Brundisium dominiert, lässt notwendigerweise eine primitive Form «Kazoeis» vermuten, die linguistisch auch messapisch ist. Darüber hinaus habe bereits die Gelegenheit gehabt, an anderer Stelle zu zeigen, dass eine große Anzahl geographischer Namen der Region die Anwendung einer Redewendung ähnlich der des «Iapisgique» der Enotriker, Vorgänger der Lukanier sabellischer Rasse, etabliert hat. Diese Namen führen im Süden bis zum Fluss Tracis, dem Trionto unserer Tage.“

## Einzelnachweise

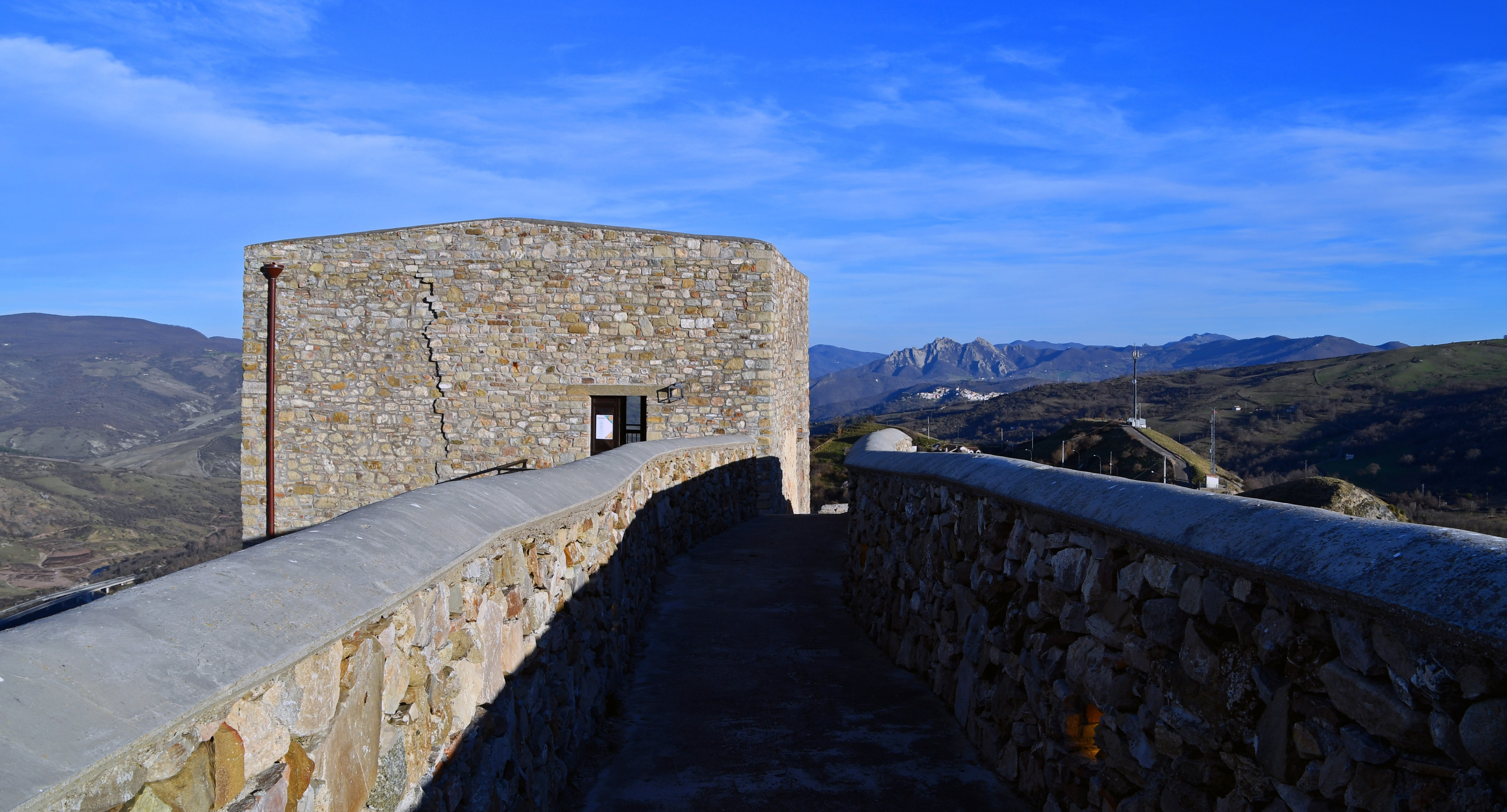